# Barbara Nwaba
Barbara Udoezi Nwaba (ur. 18 stycznia 1989 w Los Angeles) – amerykańska lekkoatletka specjalizująca się w wielobojach.
Jej rodzice pochodzą z Nigerii.
W 2015 zajęła 27. miejsce podczas mistrzostw świata w Pekinie.
Czwarta zawodniczka halowych mistrzostw świata w Portland (2016). W tym samym roku zajęła 12. miejsce podczas igrzysk olimpijskich w Rio de Janeiro.
Złota medalistka mistrzostw Stanów Zjednoczonych (2015, 2016). Stawała na podium mistrzostw NCAA.

## Osiągnięcia
| Rok  | Impreza                   | Miejsce        | Konkurencja | Lokata      | Wynik     |
| ---- | ------------------------- | -------------- | ----------- | ----------- | --------- |
| 2015 | Mistrzostwa świata        | Pekin          | siedmiobój  | 27. miejsce | 5315 pkt. |
| 2016 | Halowe mistrzostwa świata | Portland       | pięciobój   | 4. miejsce  | 4661 pkt. |
| 2016 | Igrzyska olimpijskie      | Rio de Janeiro | siedmiobój  | 12. miejsce | 6309 pkt. |

## Rekordy życiowe
| Konkurencja      | Wynik     | Miejsce  | Rok  |
| ---------------- | --------- | -------- | ---- |
| Siedmiobój       | 6500 pkt. | Eugene   | 2015 |
| Pięciobój (hala) | 4661 pkt. | Portland | 2016 |